# San Juan Betulia
San Juan Betulia is een gemeente in het Colombiaanse departement Sucre. De gemeente telt 12.215 inwoners (2005).
Buenavista · Caimito · Chalán · Colosó · Corozal · Coveñas · El Roble · Galeras · Guaranda · La Unión · Los Palmitos · Majagual · Morroa · Ovejas · Palmito · Sampués · San Benito Abad · San Juan Betulia · San Luis de Sincé · San Marcos · San Onofre · San Pedro · Santiago de Tolú · Sincelejo · Sucre · Tolú Viejo